# 博里索沃农村居民点
博里索沃农村居民点（俄语：Сельское поселение Борисовское）是俄罗斯联邦沃洛格达州巴巴耶沃区所属的一个农村居民点。其下辖有75个居民点，行政中心为博里索沃-苏茨科耶。据2015年统计，该农村居民点的人口为2764人。